# فالتر ريبه
فالتر ريبّه (بالألمانية: Walter Reppe) (مواليد 29 يوليو 1892 - وفيات 26 يوليو 1969) هو عالم كيمياء ألماني اشتهر بأعماله في الكيمياء العضوية عموماً وفي كيمياء الأسيتيلين بشكل خاص.

## حياته
ولد ريبه في مدينة أيسناخ سنة 1892، وتلقى تعليمه في جامعة ينا منذ 1911، والذي انقطع بسبب الحرب العالمية الأولى، إلى أن أتمه سنة 1920 في جامعة ميونخ سنة 1920.
عمل بعد ذلك في مختبرات شركة باسف BASF وفي سنة 1923 عمل في مجال بلمهة فورماميد للحصول على حمض البروسيك من ضمن إجراءات تحضير صبغة النيلة. اختص ريبه في تلك الفترة بكيمياء الأسيتيلين، وطور نوعاً من التفاعلات الكيميائية سميت فيما بعد كيمياء ريبه.
توفي ريبه في هايدلبرغ سنة 1969.

## كيمياء ريبه
تشير كيمياء ريبه إلى تفاعلات الضغط المرتفع على مركبات الأسيتيلين والمحفزة بوجود أسيتيليدات الفلزات الثقيلة، خاصة أسيتيليد النحاس الأحادي، أو غيرها. يمكن تصنيف التفالعات إلى أربع مجموعات عامة:
- تفاعلات إضافة مجموعة الفاينيل:

- إضافة مجموعة ألكايل وظيفية إلى الألدهيدات:

- التفاعلات مع أحادي أكسيد الكربون:

يستخدم تفاعل الاصطناع البسيط هذا في تحضير مشتقات حمض الأكريليك لإنتاج بولي ميثيل ميثاكريلات (زجاج الأكرليك).
- بلمرة حلقية للأسيتيلين إلى حلقي الأوكتاتترايين.[2]

في حال وجود ربيطة منافسة مثل ثلاثي فينيل فوسفين يتشكل حينئذ البنزين:

## روابط خارجية
- فالتر ريبه على موقع مونزينجر (الألمانية)